# کانگوروی دم‌قلم‌مویی شمالی
کانگوروی دم‌قلمویی شمالی (نام علمی: Bettongia tropica) کیسه‌داری از تیره کانگوروهای موش‌وار، سردهٔ کانگوروهای دم‌قلمویی است که در کوئینزلند استرالیا یافت می‌شود. در سیاهه قرمز IUCN، این جانور در وضعیت در معرض خطر طبقه‌بندی شده است.